# 王贵德
王贵德（1914年6月—2017年4月7日），福建省上杭县太拔乡大地村人，中国人民解放军开国少将。

## 生平
1930年加入中国共产主义青年团，1931年参加中国工农红军，1932年加入中国共产党。第一次国共内战时期，历任上杭县独立团一连战士，红十二军第三十四师第一〇〇团班长、排长，1931年底进入福建军区随营学校学习，任政治连排长，同年8月任长汀县独立团一连指导员。1933年初任红十二军第三十四师第一〇〇团九连政委、团政治处党总支部书记。1934年进入红军大学政治队学习，毕业后任红八军团第二十一师第六十二团政委。后任红五军团第十三师三十九团政治处主任。参加了中央苏区第二至五次反“围剿”、湘江战役、会宁战斗、田水铺战斗、山城堡战役等战役战斗，参加了二万五千里长征。1935年7月红一方面军、红四方面军会合后，调任红四方面军红三十一军第九十一师第二七三团政委。
抗日战争时期，1937年8月任八路军一二九师第三八六旅第七七一团政治处教育股长，1938年1月任该团政治处主任，1938年8月任该团政委，后任冀南军区新编第九旅政治部主任，冀南军区第二军分区政委，冀南军区第二、第四、第三军分区副政委等职，参加了广阳战斗、神头岭战斗、响堂铺战斗、反“九路围攻”、百团大战、南乐战役、占磁、邯郸战役等战役战斗。
第二次国共内战时期，历任冀南军区第二军分区副政治委员、华北野战军第十三纵队三十九旅副政治委员、三十八旅政治委员，1948年8月任中国人民解放军第一野战军第十八兵团第六十一军第一八二师政治委员。参加了临汾战役、晋中战役、太原战役等战役战斗。
中华人民共和国成立后，历任中国人民解放军第六十一军政治部主任、川北军区副政治委员、中国人民解放军第十四军副政治委员，贵州军区副政治委员、第一副政治委员、政治委员。1964年任中国人民解放军铁道兵党委常委、副政治委员兼政治部主任，参与了成昆铁路、京原铁路、青藏铁路、南疆铁路、北京地铁等国家重点工程建设，后任铁道兵顾问。
王贵德是中国共产党第八次全国代表大会代表、第五届全国政协委员。1955年被授予少将军衔。曾获二级八一勋章、一级独立自由勋章、一级解放勋章和一级红星功勋荣誉章。
2017年4月7日，王贵德在北京病逝，享年103岁。